# Darion
Darion és el nucli més petit (138 habitants) del municipi de Geer, a la província de Lieja de la regió valona de Bèlgica. Fins al 1977 era un municipi independent.
Es troba a l'altiplà d'Haspengouw. És el nucli més petit de Geer i és regat pel Jeker.
S'han trobat vestigis neolítics i un cementiri merovingi. El primer esment escrit és Darionem. jour.
Darion era una senyoria del príncep-bisbe del Principat de Lieja que depenia del capítol de Sant Joan (Lieja). El 1363, Arnould de Harduemont n'era el senyor tant com de Boëlhe i de Hollogne-sur-Geer. Després de la mort el 1451 del darrere procurador de la línia de Harduemont, Jofré, el feu passa a la casa dels de Seraing, quan la fília d'en Jofré va casar-se amb Joan de Seraing. Aquesta família va posseir Boëlhe, Hollogne-sur-Geer i Darion fins a la revolució de 1789.

## Llocs d'interès
- La cura (1776)
- L'església de Sant Martí en estil neogòtic (1886), construït damunt als fonaments d'un sanctuari anterior prop del cementiri merovingi.[2]
- La capella del Crucifix (1590) que es troba al cementiri